# Main Street Tunnel

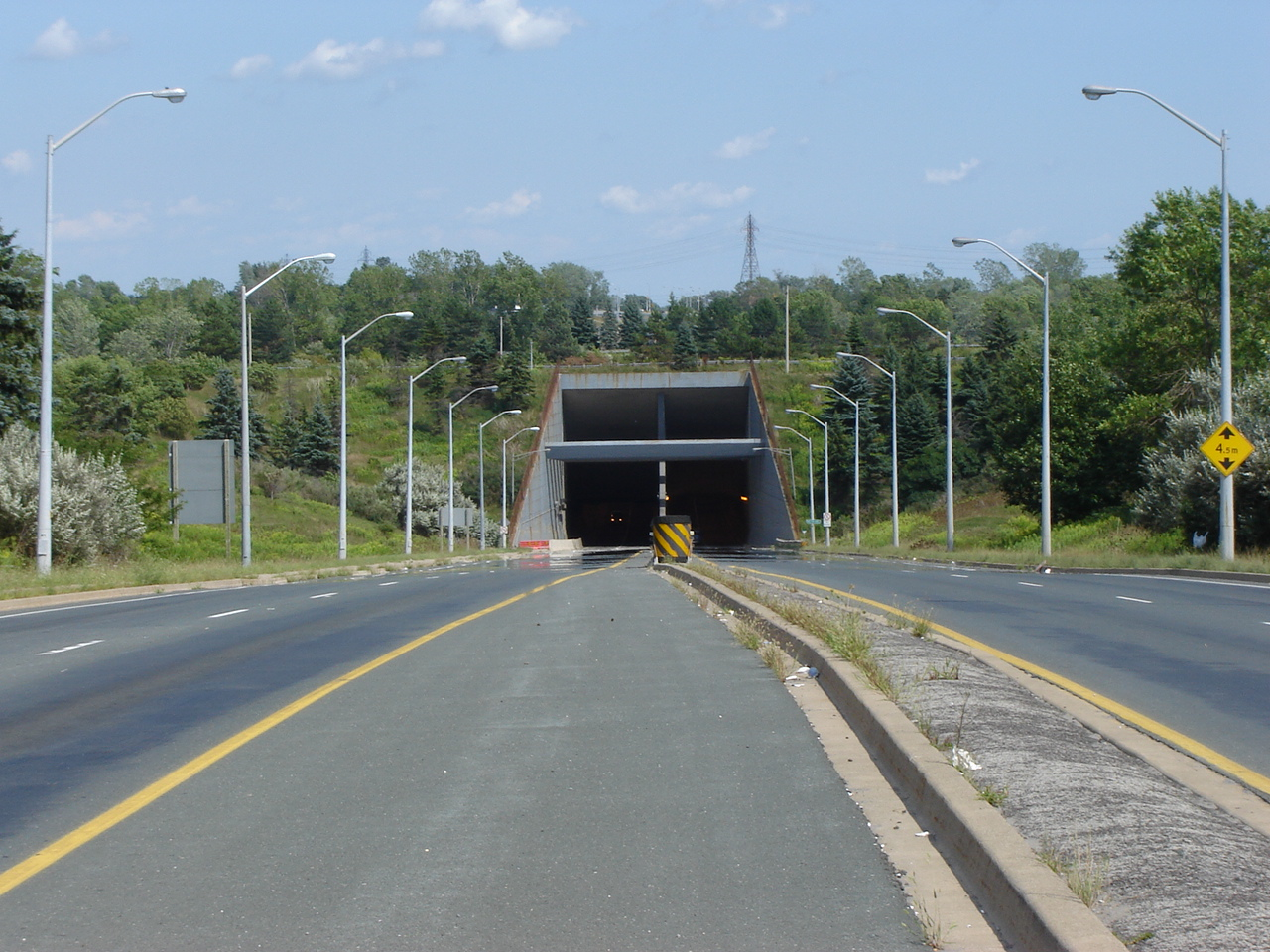
Main Street Tunnel

Der Main Street Tunnel in Welland, Ontario, Kanada, ist ein Unterwassertunnel, der die Niagara Road 27 und die unsignierte Bezeichnung des Highway 7146 unter dem Wellandkanal führt. Es ist als Teil der East Main Street benannt. Das Bauwerk wurde im Rahmen des Projekts Welland By-Pass errichtet. Der Bau war relativ einfach, da er wie der Townline-Tunnel gleichzeitig mit dem Kanal darüber und mit einem einfachen Schnitt und einer Abdeckung gebaut wurde. 
Der Main Street Tunnel wurde wie der nahe gelegene Townline Tunnel im Süden in den frühen 1970er Jahren als Teil der Welland-Umgehung des Welland-Kanals gebaut. Es wurde in Cut-and-Cover-Technik gebaut, wobei der Tunnel ausgehoben, der Beton eingegossen und die Struktur wieder geschlossen wurde, auf der der Kanal gebaut wurde. Auf diese Weise wurde das kostspielige Bohren unter einer aktiven Wasserstraße vermieden. Die Struktur kostete 11 Millionen C $. Dieser Preis wurde zwischen Transport Canada und der St. Lawrence Seaway Authority zwischen 50 und 50 aufgeteilt. Der Tunnel wurde am Morgen des 20. Mai 1972 mit einer Parade mit der Pipe Band der Welland Police und verschiedenen Beamten eröffnet.